# George King (basket-ball)
Pour les articles homonymes, voir George King et King.
George Smith King Jr., né le 16 août 1928 à Charleston en Virginie-Occidentale et mort le 5 octobre 2006 à Naples en Floride, est un ancien joueur américain de basket-ball. Il évolue durant sa carrière au poste de meneur.

## Palmarès
- Champion NBA 1955